# Tumba de cámara

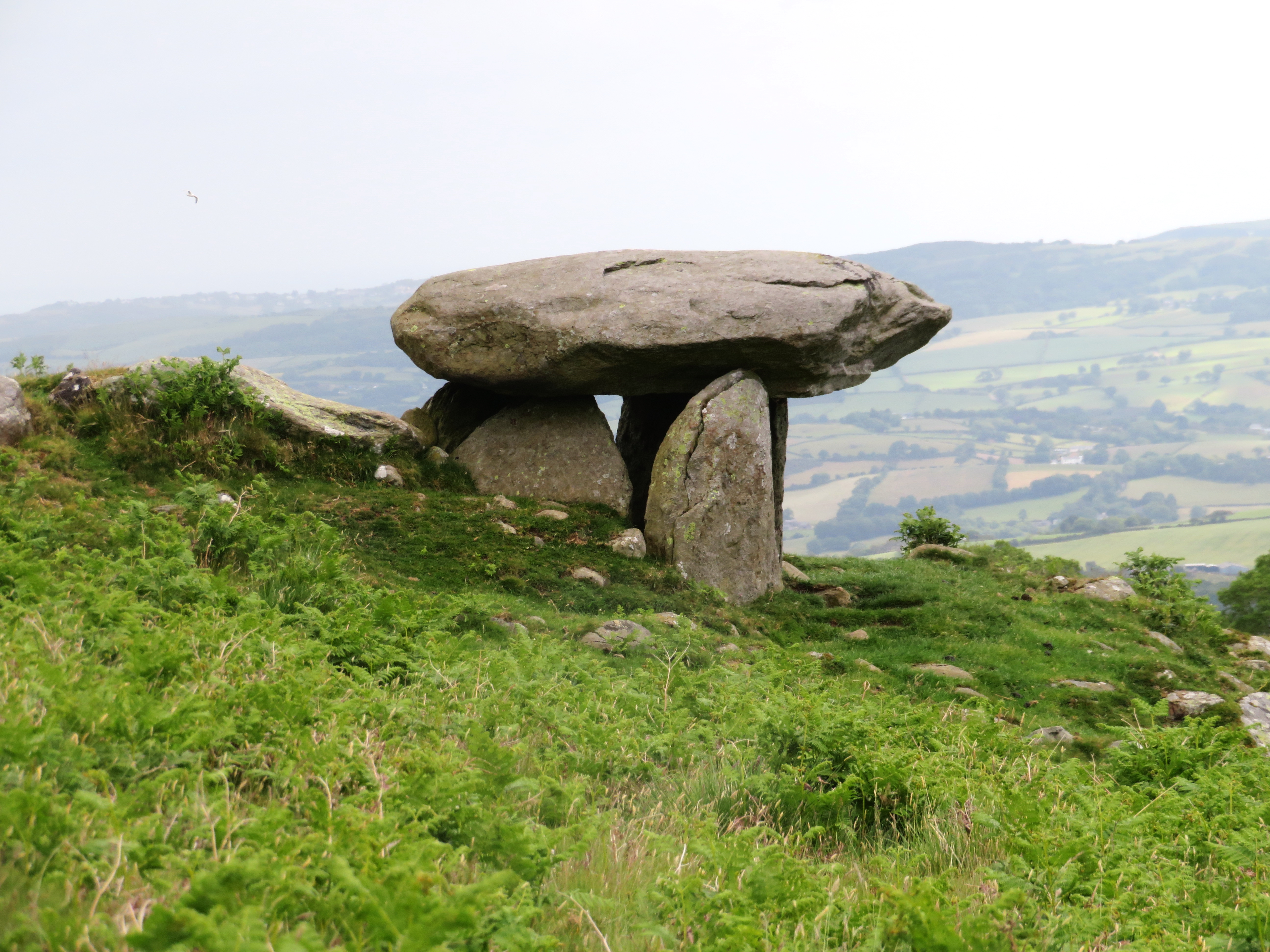
Dolmen de Maen y Bardd en Conwy, Gales

Una tumba de cámara es una tumba utilizada en diferentes culturas construida en piedra o, a veces, en madera. La cámara funeraria de este tipo de tumbas servía como lugar para el almacenamiento de los muertos de un grupo familiar o social y se utilizaron a menudo para enterramientos múltiples durante largos períodos. En el caso de enterramientos individuales, significaba que el muerto tenía un mayor estatus que el que se encontraba en una tumba más simple.
Existen numerosas formas, dependiendo del período de su construcción y de la localización geográfica. La mayoría fueron construidas a base de grandes piedras o megalitos y cubiertas por piedras apiladas que las señalizaban (cairns), o con la misma tierra, túmulos. Pero también se aplica a las tumbas excavadas directamente en la roca o a tumbas con cámaras en madera cubiertas por gran cantidad de tierra, por ejemplo kurgánes. 
Se dan sobre todo en las civilizaciones que creían en la vida después de la muerte, por lo que una característica común a esta clase de enterramientos son los ajuares funerarios. 
Durante el Neolítico y la Edad del Bronce en Europa, las tumbas construidas en piedra son conocidas genéricamente como tumbas megalíticas.
Ya en el Antiguo Egipto, en la cultura de Naqada, a partir de 3500 a. C., los muertos no solo son enterrados en el suelo sino que también ya se producen enterramientos en cámara.
Un tipo importante de tumbas de cámara son las tumbas de tolos micénicas que se desarrollaron c. 1500 a. C. y 1220 a. C.. Se construyeron para personajes importantes, como los reyes, y se diferenciaban de otras en que estaban excavadas en la roca. Se accedía a través de un corredor o dromos y tenía la cámara en falsa bóveda. La mayor de todas es el llamado Tesoro de Atreo, que tenía una altura de 14 m.

## Tipos y ejemplos
Términos generales:
- Cairn con cámara
- Túmulo alargado con cámara
- Crómlechs, dolmen
- Tumba de voladizo
- Túmulo con cámara